# ASK Vorwärts Frankfurt/Oder
ASK Vorwärts Frankfurt/Oder var en idrottsklubb i Frankfurt an der Oder.

## Historia
Frankfurt Handball Club grundades 1994 genom en sammanslagning av BFV och Blau-Weiß Frankfurt. Handbollssektionen i BFV har sitt ursprung i SV Volkspolizei Vorwärts Leipzig, som grundades 1951. Klubben flyttades först till Berlin 1953 och dess handbollssektion till Frankfurt (Oder) 1969. Som ASK Vorwärts Berlin deltog handbollssektionen till en början endast i herrarnas mästerskap. Herrarna lyckades vinna fyra mästerskapstitlar i Östtyskland i utomhandboll och en mästerskapstitel i inomhushandboll. Efter flytten till Frankfurt (Oder) och namnbytet till ASK Vorwärts Frankfurt/Oder vann herrlaget ytterligare tre mästerskapstitlar och dessutom Europacupen 1975. Damlaget, som byggdes upp kontinuerligt från 1972 och framåt, var ett av de starkaste lagen i DDR:s damhandboll på 1980-talet. Sex gånger vann damlaget mästerskapstiteln i Östtyskland. Dessutom vann klubben IHF-cupen säsongen 1989/90.
ASK Vorwärts Frankfurt/Oder är mest känd för sina fotboll- och handbollssektioner. Idag har dessa sektioner ombildat sig som egna klubbar: Frankfurter FC Viktoria och Frankfurter HC.